# گاز خون شریانی
گاز خون شریانی یا به اصطلاح ای.بی.جی (به انگلیسی: ABG) در پزشکی، به آزمایشی گفته می‌شود که بر روی نمونه خون گرفته شده از سرخرگ یا شریان رادیال یا دیگر سرخرگ انجام شده و طی آن، میزان درصد گازهای محلول در خون و همچنین PH خون محاسبه می‌گردد. نمونه‌گیری توسط سرنگ نازک و ویژه و فقط توسط پرستار ماهر باید انجام شود. معمولاً نمونه خون از سرخرگ رادیال در ناحیه مچ دست تهیه می‌شود.
تست ABG یکی از معمول‌ترین و مهم‌ترین آزمایش‌های مورد نیاز واحد مراقبت‌های ویژه می‌باشد و در پولمونوژی و تشخیص بیماری‌های تنفسی مربوط‌به ریه نیز کاربرد فراوانی دارد.
بر روی نمونه گرفته شده از سرخ‌رگ می‌توان آزمایش‌های معمول خون از قبیل آزمایش قند خون و بیلیروبین را نیز انجام داد.
برای انجام این نمونه‌گیری بهتر است ابتدا آزمون آلن انجام شود.